# سری گریگوری
سری گریگوری یک سری در ریاضیات است که جیمز گریگوری آن را در سال ۱۶۶۸ میلادی منتشر کرد.

## فرمول ریاضی سری گریگوری
سری گریگوری را می‌توان با استفاده از فرمول زیر به‌دست آورد:
{\displaystyle \int _{0}^{x}\,{\frac {dx}{1+x^{2}}}=\arctan x=x-{\frac {x^{3}}{3}}+{\frac {x^{5}}{5}}-{\frac {x^{7}}{7}}+...}

## پیشینه
گریگوری نظریاتش در ریاضیات را در دو اثرش با نام بخش همگانی هندسه و تمرین‌های هندسی منتشر کرده است. او قضایای ریاضی را به دو گروه عمومی و ویژه تقسیم کرد. او سری تیلور را بیش از چهل سال قبل از آن که تیلور آن را منتشر کند، کشف کرد. سری گریگوری با استفاده از محاسبه سطح زیر منحنی {\displaystyle y={\frac {1}{1+x^{2}}}} از {\displaystyle x=0} تا {\displaystyle x=x} که {\displaystyle \arctan x} می‌باشد و نیز تقسیم لگاریتمی {\displaystyle {\frac {1}{1+x^{2}}}=1-x^{2}+x^{4}-x^{6}+...} به‌دست می‌آید.